# 江吉良駅
江吉良駅（えぎらえき）は、岐阜県羽島市江吉良町江東にある、名古屋鉄道竹鼻線・羽島線の駅である。駅番号はTH08。

## 歴史
江吉良駅は竹鼻線の前身である竹鼻鉄道が竹鼻駅から大須駅までの路線を開業させた際、途中駅の一つとして開設された。
その後、太平洋戦争中に合理化を目的として駅の整理を行うことになり、竹鼻線においても当駅を含む11駅が休止とされた（詳細は名古屋鉄道#閑散駅の廃統合を参照）。この時休止になった11駅のうち長間駅（2001年廃止）のみは3年ほど後に営業を再開したものの、残りの10駅は戦後も営業を再開することなく、戦後20年余り休止駅として存置されていた。
しかし運輸省の指導を受け、営業再開の見込みがない休止駅は廃止することになり、1969年（昭和44年）4月5日に当駅以外の9駅は廃止手続きが取られた。当駅が廃止されなかったのは、東海道新幹線の岐阜羽島駅へ連絡する羽島新線（現在の羽島線）の敷設計画があり、その分岐点とする予定であったためである。竹鼻線以外でも同様に休止駅が一斉に廃止されたが、当駅のように休止措置が継続されたのは蒲郡線の宮崎口駅と瀬戸線の東大手駅のみであった（前者は結局1970年に廃止されたが、後者は栄町延伸工事竣工を経て1978年に営業を再開）。
羽島線が開通した1982年12月11日に当駅は竹鼻線から羽島線が分岐する駅として38年ぶりに営業を再開した（再開前の仮称は羽島信号所）。隣接する羽島市役所前駅との距離が700mしかなかったこともあり、営業再開後も利用客は少ないと見込まれ、竹鼻線・羽島線ともにこの時新設された急行のほか、普通の半数も当駅を通過することになった。なお、この当時は駅の南側に出入口があった。
2001年10月1日に竹鼻線の当駅 - 大須駅間廃止に伴って当駅は分岐駅としての機能を失い、書類上は2路線の境駅となるものの、機能的には再び途中駅となった。当駅に対する普通の特別通過は取りやめられ、同時に竹鼻線・羽島線における急行運転も廃止されたため、全営業列車が当駅に停車するようになった。2005年1月29日の改正では、日中時間帯の列車が新羽島駅発着に統一され、1時間の停車本数が2本から4本に増発されて現在に至る。

### 年表
- 1929年（昭和4年）4月1日 - 竹鼻鉄道の栄町駅（現：竹鼻駅）-大須駅間開業に伴い開設。
- 1943年（昭和18年）3月1日 - 竹鼻鉄道が名古屋鉄道に合併、同社の駅となる。
- 1944年（昭和19年） - 戦中の合理化により休止。
- 1982年（昭和57年）12月11日 - 羽島線開業にともない復活。分岐駅となる。なお、復活時より無人駅[1]。
- 2001年（平成13年）10月1日 - 当駅 - 大須間廃止。途中駅となる。
- 2005年（平成17年） - 羽島市役所前 - 当駅間の高架化工事により、駅設備が一新。駅舎が設置される。
- 2007年（平成19年）12月14日 - トランパス導入[2]。
- 2011年（平成23年）2月11日 - ICカード乗車券「manaca」供用開始。
- 2012年（平成24年）2月29日 - トランパス供用終了。

## 駅構造
単式1面1線ホームを持つ地上駅。駅集中管理システムが導入された無人駅である（管理駅は名鉄岐阜）。改札口は1箇所で、付近には自動券売機（通勤manaca定期券（新規・継続）および通学manaca定期券（継続のみ）の購入も可能。ただし、名鉄ミューズカードでの決済は7:00～22:00の間に限られる。）および自動精算機（ICカードのチャージ等も可能）を1台ずつ備えている。駅南方には、かつて大須駅まで延びていた廃線跡がある。ホームはほぼ南北方向に設置されているが当駅から見て新羽島駅がほぼ西に位置するために当駅を出ると線路が右に大きくカーブする。
2001年9月30日までは、大須方面と分岐しており、普通列車の約半数が当駅を通過していたが、翌10月1日の改正で大須方面は廃止され、すべての列車が停車するようになった。
なお、羽島線新羽島駅が高架で建設され、その後に大須駅までの区間が廃止となり、当駅 - 羽島市役所前駅の間が県道大垣一宮線を超える高架線となったので、一旦地上に降りてから再度上昇する珍しい形となった。
当駅では営業再開時より現在まで列車交換ができないが、2001年に大須方面が廃止されるまでは駅南側および北側に信号機が立っており（廃止後しばらくして撤去）、新羽島駅発着の列車と大須駅発着の列車が同一方向に連続して運転する光景が見られた。

### のりば
| 路線      | 行先               |
| --------- | ------------------ |
| TH 羽島線 | 新羽島ゆき         |
| TH 竹鼻線 | 笠松・名鉄岐阜方面 |

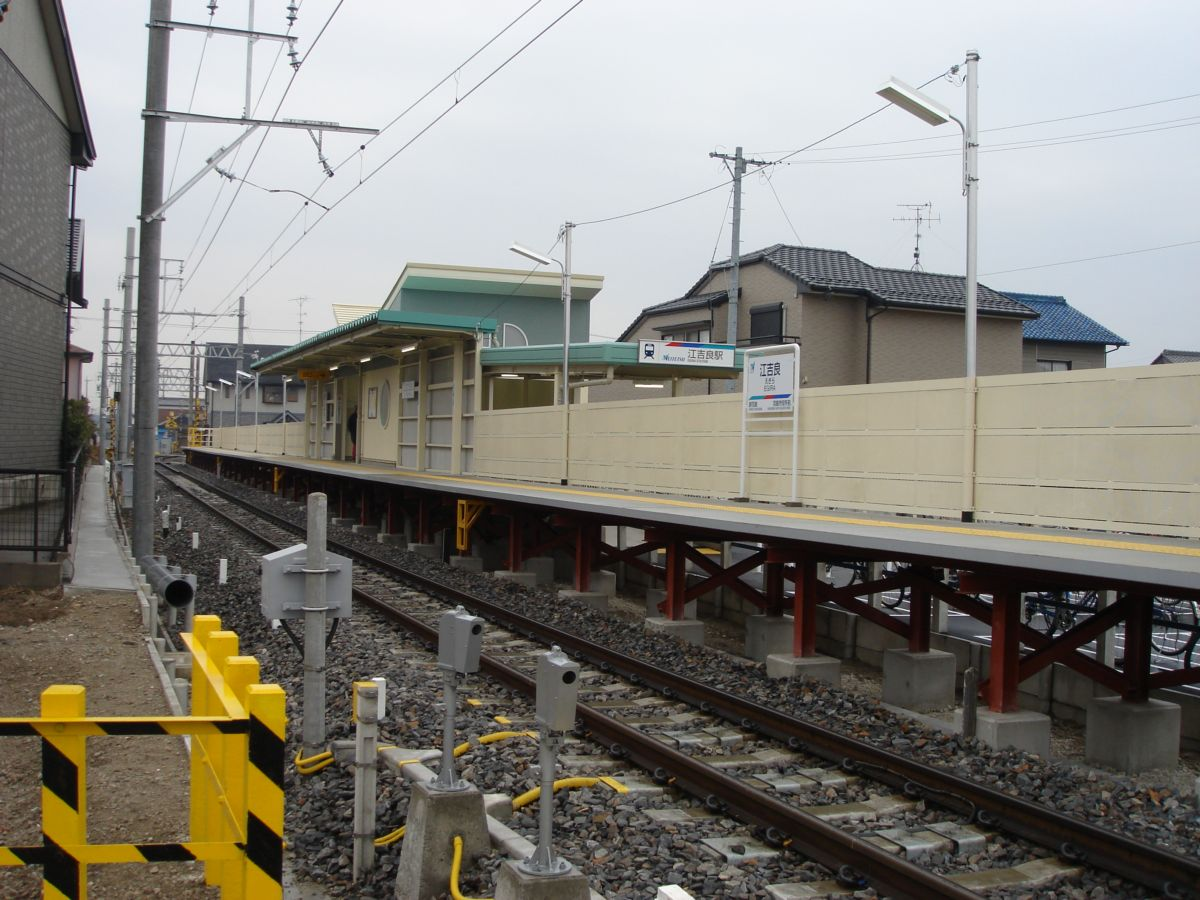
ホーム
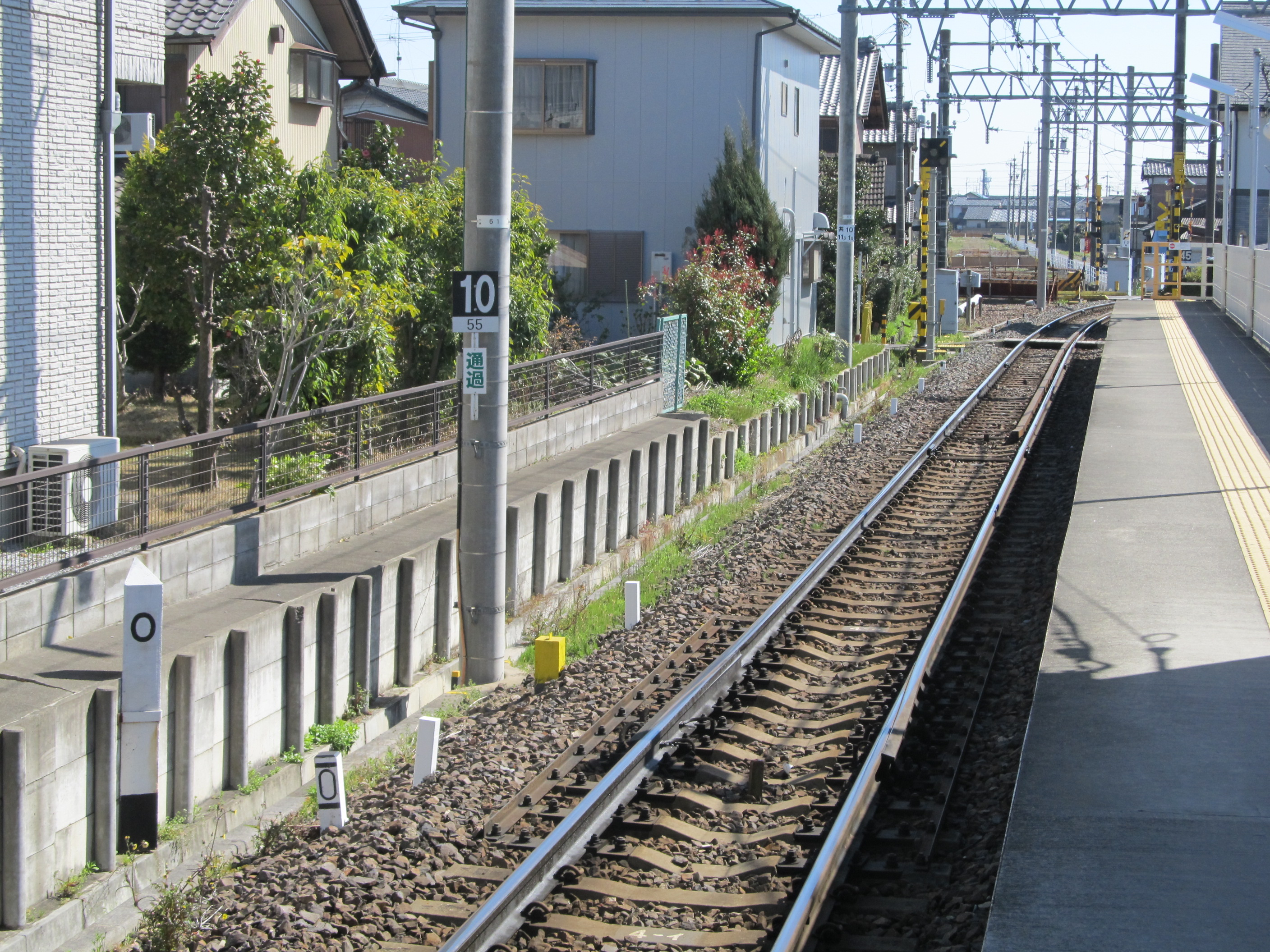
ホーム中間にある羽島線0キロポスト
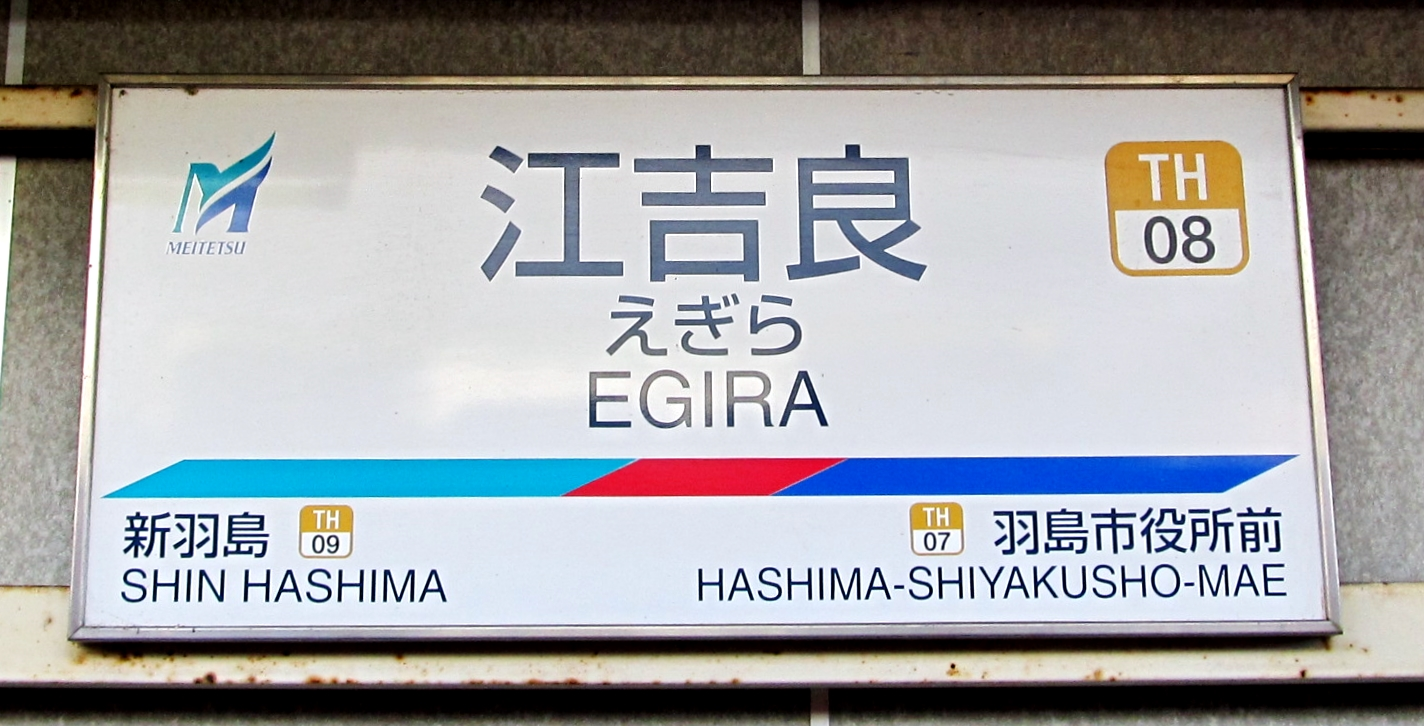
駅名標
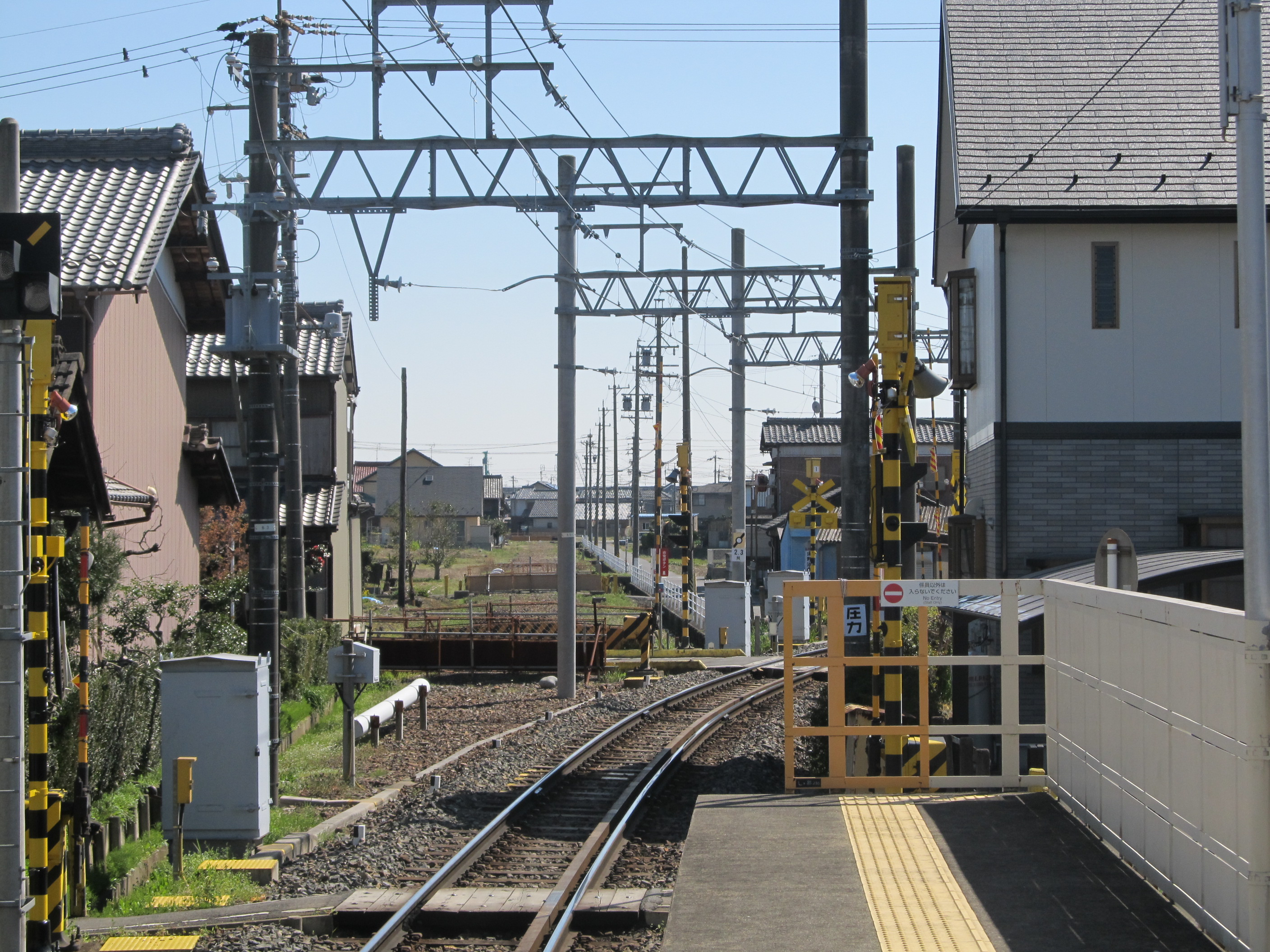
大須方面分岐跡

### 配線図
|                     | ↑ 羽島線 新羽島駅     |                   |
| ← 大須方面 （廃止） | 江吉良駅 構内配線略図 | → 岐阜・ 笠松方面 |
| 凡例 出典:          |                       |                   |

## 利用状況
- 『名鉄120年：近20年のあゆみ』によると2013年度当時の1日平均乗降人員は1,299人であり、この値は名鉄全駅（275駅）中207位、竹鼻線・羽島線（10駅）中6位であった[7]。
- 『名古屋鉄道百年史』によると1992年度当時の1日平均乗降人員は238人であり、この値は岐阜市内線均一運賃区間内各駅（岐阜市内線・田神線・美濃町線徹明町駅 - 琴塚駅間）を除く名鉄全駅（342駅）中311位、竹鼻線・羽島線（16駅）中16位であった[8]。

『岐阜県統計書』『羽島市統計書』各号によると、年間乗車人員、年間乗降人員、一日平均乗降人員の推移は以下の通りである。
| 年                                      | 年間統計 | 年間統計 | 一日平均 乗降人員 | 備考     |
| 年                                      | 乗車人員 | 乗降人員 | 一日平均 乗降人員 | 備考     |
| --------------------------------------- | -------- | -------- | ----------------- | -------- |
| 1929（昭和04）年度                      | 12033    | 20055    |                   | [ 9 ]    |
| 1930（昭和05）年度                      | 10139    | 16898    |                   | [ 10 ]   |
| 1931（昭和06）年度                      | 8989     | 14952    |                   | [ 11 ]   |
| 1932（昭和07）年度                      | 810      | 2261     |                   | [ 12 ]   |
| 1933（昭和08）年度                      | 513      | 1762     |                   | [ 13 ]   |
| 1934（昭和09）年度                      | 150      | 614      |                   | [ 14 ]   |
| 1935（昭和10）年度                      | 30       | 310      |                   | [ 15 ]   |
| 1936（昭和11）年度                      |          |          |                   |          |
| 1937（昭和12）年度                      |          |          |                   |          |
| 1938（昭和13）年度                      |          |          |                   |          |
| 1939（昭和14）年度                      |          |          |                   |          |
| 1940（昭和15）年度                      |          |          |                   |          |
| 1941（昭和16）年度                      |          |          |                   |          |
| 1942（昭和17）年度                      |          |          |                   |          |
| 1943（昭和18）年度                      |          |          |                   |          |
| 1944（昭和19）年度                      |          |          |                   |          |
| 1945（昭和20）年度 ↓ 1981（昭和56）年度 | ―        | ―        | ―                 | 営業休止 |
| 1982（昭和57）年度                      |          |          |                   |          |
| 1983（昭和58）年度                      |          |          |                   |          |
| 1984（昭和59）年度                      |          |          |                   |          |
| 1985（昭和60）年度                      | 40000    | 79000    |                   | [ 16 ]   |
| 1986（昭和61）年度                      | 42000    | 84000    |                   | [ 16 ]   |
| 1987（昭和62）年度                      | 42000    | 83000    |                   | [ 16 ]   |
| 1988（昭和63）年度                      | 47000    | 91000    |                   | [ 17 ]   |
| 1989（平成元）年度                      | 49000    | 95000    |                   | [ 17 ]   |
| 1990（平成02）年度                      | 44000    | 86000    |                   | [ 17 ]   |
| 1991（平成03）年度                      | 44000    | 85000    |                   | [ 18 ]   |
| 1992（平成04）年度                      | 44000    | 86000    |                   | [ 18 ]   |
| 1993（平成05）年度                      | 43184    | 84691    | 235               | [ 19 ]   |
| 1994（平成06）年度                      | 47387    | 93670    | 259               | [ 19 ]   |
| 1995（平成07）年度                      | 47279    | 93241    | 258               | [ 19 ]   |
| 1996（平成08）年度                      | 48472    | 95893    | 266               | [ 19 ]   |
| 1997（平成09）年度                      | 47058    | 93224    | 258               | [ 19 ]   |
| 1998（平成10）年度                      | 44251    | 87729    | 241               | [ 20 ]   |
| 1999（平成11）年度                      | 38316    | 75796    | 210               | [ 20 ]   |
| 2000（平成12）年度                      | 42174    | 83930    | 231               | [ 20 ]   |
| 2001（平成13）年度                      | 76106    | 149768   | 415               | [ 20 ]   |
| 2002（平成14）年度                      | 91235    | 180923   | 501               | [ 20 ]   |
| 2003（平成15）年度                      | 103404   | 205734   | 571               | [ 21 ]   |
| 2004（平成16）年度                      | 115461   | 229738   | 637               | [ 21 ]   |
| 2005（平成17）年度                      | 130267   | 258638   | 717               | [ 22 ]   |
| 2006（平成18）年度                      | 137934   | 273980   | 761               | [ 22 ]   |
| 2007（平成19）年度                      | 154935   | 307731   | 855               | [ 22 ]   |
| 2008（平成20）年度                      | 177676   | 350816   | 972               | [ 22 ]   |
| 2009（平成21）年度                      | 193618   | 382809   | 1062              | [ 22 ]   |
| 2010（平成22）年度                      | 207715   | 410711   | 1139              | [ 23 ]   |
| 2011（平成23）年度                      | 219438   | 437962   | 1213              | [ 23 ]   |
| 2012（平成24）年度                      | 222068   | 443687   | 1230              | [ 23 ]   |
| 2013（平成25）年度                      | 234783   | 468401   | 1299              | [ 23 ]   |
| 2014（平成26）年度                      | 233418   | 466118   | 1292              | [ 23 ]   |
| 2015（平成27）年度                      | 237298   | 474435   | 1315              | [ 24 ]   |
| 2016（平成28）年度                      | 243370   | 486761   | 1350              | [ 24 ]   |
| 2017（平成29）年度                      | 252866   | 505278   | 1400              | [ 24 ]   |
| 2018（平成30）年度                      | 262283   | 523658   | 1452              | [ 24 ]   |
| 2019（令和元）年度                      | 262407   | 525337   | 1457              | [ 24 ]   |
| 2020（令和02）年度                      | 222507   | 446250   | 1237              | [ 25 ]   |

斜体の値は千人単位（千人未満四捨五入）

## 駅周辺
- 江吉良コミュニティセンター
- 羽島市立中央小学校
- 羽島市医師会准看護学校
- 野々宮神社

※ なお名神高速道路 岐阜羽島インターチェンジは同じ江吉良町にある。

## 隣の駅
名古屋鉄道
TH 竹鼻線
羽島市役所前駅（TH07） - 江吉良駅（TH08）
TH 羽島線
江吉良駅（TH08） - 新羽島駅（TH09）

### 廃止路線
名古屋鉄道
竹鼻線
江吉良駅 - 牧野駅